# Формула квітки

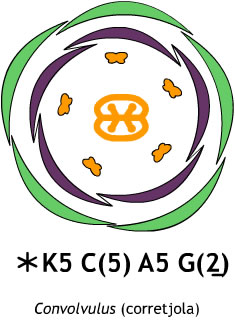
Діаграма і формула квітки родини Берізка (Сonvolvulus)

Формула квітки (від лат. formula — образ, вид, правило) — умовне позначення будови квітки знаками, літерами та цифрами. У формулі квітки переважно застосовують перші літери латинських назв частин квітки.

## Умовні позначення
| Літера       | Значення                     |
| ------------ | ---------------------------- |
| Ч (Са або К) | Чашечка (Calyx)              |
| П (Со або С) | Пелюстки (Corolla)           |
| Т (А)        | Тичинки (Androeceum)         |
| М (G)        | Маточка (Gynoeceum)          |
| О (Р)        | Оцвітина проста (Perigonium) |

Також вказується стать квітки, правильної вона форми чи ні.
Число частин квітки позначається цифрами у вигляді індексу ({\displaystyle K_{5}\;} — це 5 чашолистків). При великому числі частин квітки використовують знак ^. У разі зрощення частин між собою цифру, що вказує їх число, укладають в дужки ({\displaystyle C_{(5)}\;} — віночок складається з 5 зрощених пелюсток). Якщо однойменні частини квітки розташовані в кілька кіл, то між цифрами, що вказують на їх число в кожному колі, ставлять знак + ({\displaystyle A_{5+5}\;} — 10 тичинок у квітці розташовані по 5 у два кола).